# Quido Riedl

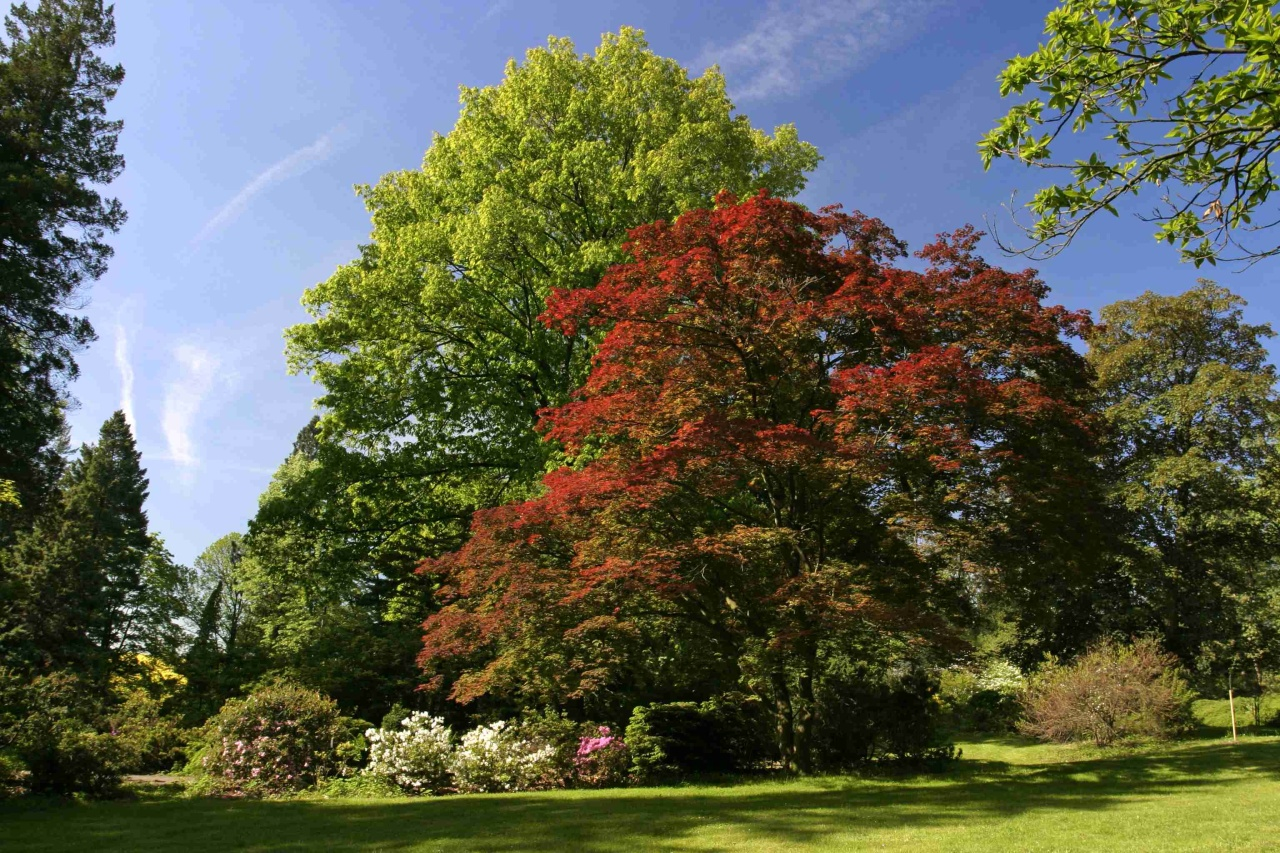
Arboretum Nový Dvůr

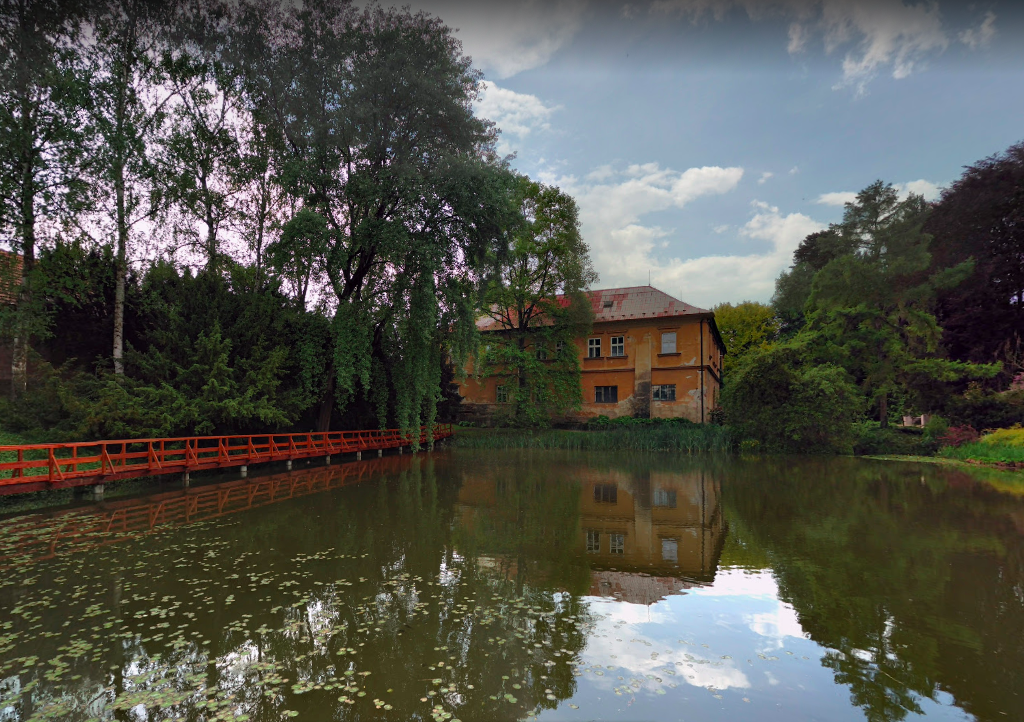
Schloss am Arboretum Bílá Lhota

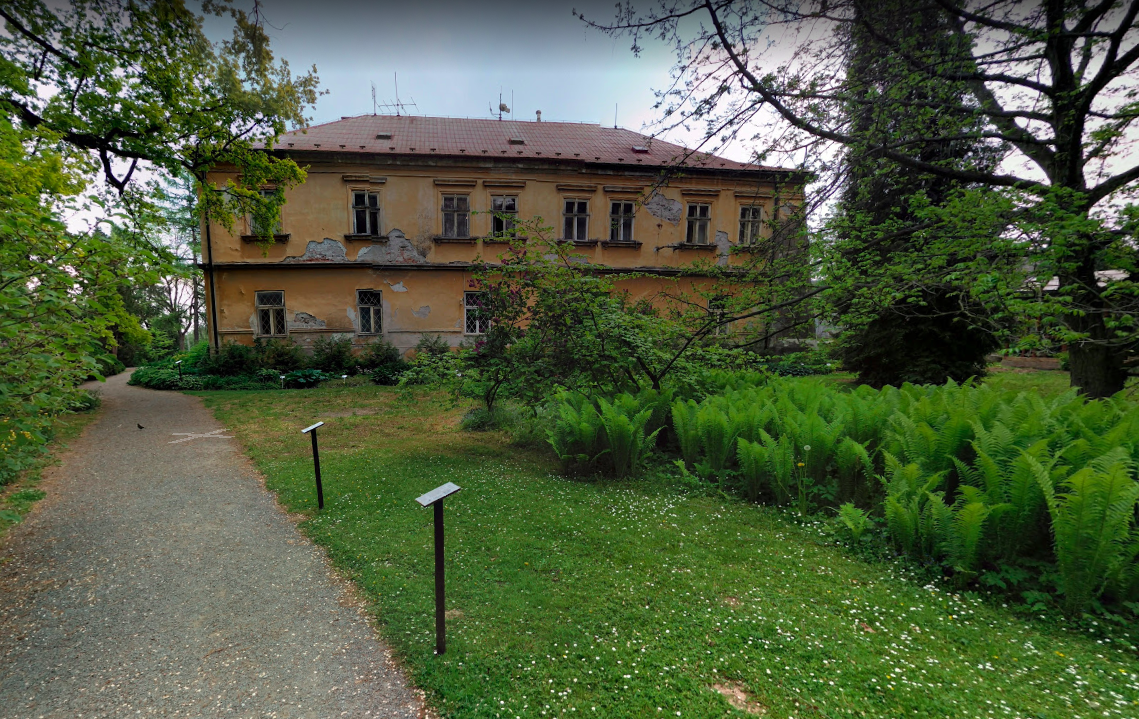
Schloss am Arboretum Bílá Lhota

Quido Riedl (* 7. Februar 1878 in Weißöhlhütten; † 17. April 1946 ebenda) war ein Deutschmährisch/tschechischer Dendrologe.

## Leben
Seit 1869 besaß die Familie Riedl ein Schloss und ein großes Anwesen in Weißöhlhütten (Bílá Lhota) bei Littau. Quido Riedl absolvierte eine Wirtschaftsschule und studierte Landwirtschaft an der Universität für Bodenkultur in Wien, zu dieser Zeit interessierte er sich auch für Schlossparks. Am 30. April 1906 heiratete er Anna Czechová in Neuhof bei Troppau. Dadurch eröffnete sich ihm die Gelegenheit, sein wirtschaftliches und dendrologisches Wissen anzuwenden.
Das Schloss befand sich mehr in einem Wald als einem Park, an seiner Stelle begann er einen Park im englischen Stil anzulegen, bezog aber Holz aus dem ursprünglichen Wald mit ein. Seine Schwiegermutter baute keinen Park, der Wald war eine Holzquelle und ein Gewinn für sie. Außerdem war der Bau des Parks teuer. Quido Riedl war ein begeisterter Sammler von Pflanzen, insbesondere von Holzpflanzen. Er war Mitglied der tschechoslowakischen dendrologischen Gesellschaft in Průhonice, wo er einen Teil der Sämlinge erwarb. Er kaufte und pflanzte große und gewachsene Sämlinge bis zu einer Höhe von 3 Metern. Er bestellte auch Bäume aus verschiedenen Orten Europas. Er baute auch romantische Elemente und kleine Gebäude im Park. In Nový Dvůr wurde ein Park mit einer Fläche von etwa 1,5 Hektar mit fast fünfhundert Arten, Sorten, Formen und Sorten verschiedener Hölzer anstelle eines größeren Waldbestandes angelegt. Zum Beispiel wurden Weißtannen, spanische Tannen, Zypressen, nordamerikanische Hölzer, amerikanische Fichten, ostkaukasische Fichten, Atlaszedern, Dreibeinfichten, japanische Ahornsorten, japanische Warzenschweine, Akazienbäume, selten gezüchtete Weidenperlen und viele andere angepflanzt. Einige der Bäume des Parks gehören heute zu den ältesten Exemplaren unseres Landes.
Abgesehen von der Park- und Farmverwaltung war Quido Riedl mit der Zucht von Farmpferden beschäftigt und schrieb ein Buch über deren Zucht. Bis heute gibt es Spuren von Pferdeschäden an einigen alten Bäumen. Die Hochphase der Errichtung des Parks fand 1920 bis 1926 statt. In den dreißiger Jahren des 20. Jahrhunderts beteiligte sich Riedl am Park des Schlosses in Borotin (Bezirk Blansko), von dem heute fast nichts mehr erhalten ist. Zu dieser Zeit gehörten zum Schlosspark in Borotín auch große Nutzgärten, die später zu Kindergärten umgebaut wurden.
Riedl arbeitete bis 1928 in Nový Dvůr, als seine Tochter heiratete und er ihr ein Herrenhaus mit Schloss und Park als Mitgift schenken konnte. Er zog zurück nach Bílá Lhota, wo er herkam. Auch hier widmete er sich der Dendrologie und lebte hier von 1926 bis 1945. Rund 200 Pflanzenexemplare (darunter Bambus, Kohl, Weide) sind aus seiner Zeit im Park erhalten. Der Park ist heute dendrologisch bedeutend und wahrscheinlich der reichste in der Region Olmütz. Während des Zweiten Weltkriegs wurde er beschädigt und nach 1965 wieder aufgebaut, als das Heimatforschungsinstitut in Olomouc hier ein Arboretum von inzwischen 2 Hektar eröffnete.
Der Park in Nový Dvůr wurde von Riedls Tochter Elisabeth Schubert bis zum Ende des Zweiten Weltkriegs gepflegt. Bereits im Inventar von 1957 wurden 250 Pflanzen aus Riedls Zeit im Park gefunden. Seit dem 1. Januar 1958 wurde hier das Regionalarboretum Nový Dvůr eingerichtet, das schrittweise erweitert wurde und eine Fläche von 22 Hektar hat. Josef Duda und František Krkavec sowie andere Mitarbeiter des Arboretums trugen zum heutigen Erscheinungsbild und der großen dendrologischen Sammlung bei. Heute ist es Teil des Schlesischen Museums.